# Thüringar

Thüringarna bodde i den östra delen av Frankerrkiet.

Thüringarna eller thyringarna  var ett germanskt folk som bebodde områden i nuvarande mellersta Tyskland. Folket är känt åtminstone från 400-talet e.Kr. då de skall ha haft en gemensam kung. Thyringarna bildades främst av hermundurerna. År 531 besegrades och underkuvades de dock av frankerna med hjälp av saxarna, och landet delades av dessa.
Den centrala del av det land de bebodde utgörs numera av förbundslandet Thüringen i Tyskland, ett område som alltså bär det gamla folkets namn, men på 400- och 500-talen bodde de också i områden som numera räknas som bayerska och sachsiska. Thüringarna kristnades på 600-talet och efter vissa friare perioder ingick landet definitivt i Karl den stores rike på 800-talet och sedermera i Tyskland.